# Rancho Mayor
Rancho Mayor är en ort i Mexiko.   Den ligger i kommunen Teocaltiche och delstaten Jalisco, i den centrala delen av landet, 400 km nordväst om huvudstaden Mexico City. Rancho Mayor ligger 2 014 meter över havet och antalet invånare är 158.
Terrängen runt Rancho Mayor är platt åt sydost, men åt nordväst är den kuperad. Runt Rancho Mayor är det ganska glesbefolkat, med 38 invånare per kvadratkilometer. Närmaste större samhälle är Villa Hidalgo, 15,2 km nordost om Rancho Mayor. Trakten runt Rancho Mayor består i huvudsak av gräsmarker.